# 羅貝爾家族
罗贝尔（Robertiens）王朝（或译罗伯特王朝），或罗贝尔家族，是统治法兰西的家族的前身。早在公元八世纪，这个家族就在法兰克古王国奥斯特拉西亚的地域里突出—所辖区域与现比利时相近—之后迁到西法蘭克王國。家族成员乃卡佩王朝先祖。通过向加洛林家族的效忠（有时伴随着仇恨），他们在加洛林帝国的全部时期掌控了西法兰克王国。罗伯特王朝最后的王国延续到987年，直到他们自己的世系卡佩家族继承了王位。
家族经常给他们的后代起名罗贝尔，包括埃斯拜的罗贝尔，沃尔姆斯的罗贝尔三世，强者罗贝尔，法兰西的罗贝尔一世。他们通过联姻成为加洛林贵族重要的一部分。罗贝尔家族自身也诞生了几位法兰克国王，例如奥都兄弟，罗贝尔一世，以及于格·卡佩，卡佩王朝的第一位国王。
虽然腓力二世是最后一位法兰克人的国王，法兰西的第一位国王，但在历史编纂学中，是于格·卡佩制造了这种区别。他创立了卡佩王朝，而卡佩王朝及其支系的统治一直延续到1848年法兰西第二共和国的建立——在法国大革命和拿破仑战争之间的权力空位期存活。这个家族的旁系在如今的欧洲依旧势力强劲；西班牙国王费利佩六世和亨利 (卢森堡大公)出自卡佩王朝的旁系波旁王朝。

## 起源
最早的罗伯特家族成员可能来自埃斯拜郡，在如今的比利时。首位确定的祖先是巴黎伯爵强者罗贝尔，可能是沃尔姆斯的罗伯特三世之子，埃斯拜的罗伯特之孙，埃斯拜的埃蒙加德的外甥。其他与之相关的家族的成员包括坎赛尔，洛爾施隱修院的建立者，他的姐妹Landrada及其子Saint Chrodogang，梅斯大主教。

## 强者罗贝尔
强者罗贝尔的儿子厄德和罗贝尔一世，在卡洛林王朝时代统治西法蘭克王國。他的女儿Richildis嫁给了特鲁瓦伯爵。家族在奥都时成为巴黎伯爵，在罗伯特时成为“法兰克公爵”，继承了古紐斯特利亞的大部分。尽管罗贝尔的儿子伟大的于格和路易四世之间争吵不断，为了应对洛泰尔的崛起，二人还是修复了彼此的关系。洛泰尔承认了于格阿基坦和勃艮第 这两块富庶且有影响力，可以说是是法兰西最富庶的土地，极大地扩张了罗贝尔家族的领土。
路易五世 (西法兰克) (死于987年)死后，加洛林王朝结束了对法兰西的统治。路易死后，伟大的于格之子于格·卡佩被选为法兰克人的国王，即名义上西法兰克王国最后的统治者。鉴于神圣罗马帝国头衔的复苏和西法兰克王国的尊严，欧洲在之后被认为进入了一个新时代，因此于格·卡佩被历史编纂学称为法国第一位国王，西方文明也在此时进入中世紀中期时期。987年7月3日，在神聖羅馬皇帝 奥托三世的支持下，于格在努瓦永被加冕。随着于格的加冕礼，法兰西新的时代开始了，而且他的后代在他之后被称为卡佩王朝。卡佩王朝、瓦盧瓦王朝和波旁王朝统治着法兰西，直到法国大革命。在1815年后，他们返回并统治法国直到路易-菲利普一世于1848年被废黜。
之后他们继续统治西班牙,两度被共和制中断，直到費利佩六世。

## 家族分支
- 埃斯拜伯爵罗贝尔一世（英语：Robert I, Count of Hesbaye） (-764), 732年成为埃斯拜伯爵, 娶沃尔姆斯的丽思文达
  - 埃斯拜的英格曼
    - 埃斯拜的埃芒加德 (780-818),皇帝虔誠者路易之妻

  - 坎赛尔(-782),洛爾施隱修院建立者
    - Heimrich (-795),Lahngau伯爵
      - Grapfeld的珀波(-839/41), 法兰克巴本堡王朝第一任国君

  - Landrada, married Sigram
    - Saint Chrodogang (-766), 梅斯大主教, 洛尔施隐修院院长

  - 埃斯拜的罗贝尔二世 (770-807)
    - 沃尔姆斯的罗贝尔三世 (800-822)
      - 强者罗贝尔 (820-866)
        - 厄德 (西法兰克国王) (860-898),888年成为西法蘭克王國国王,娶Théodrate of Troyes
          - 劳尔
          - 阿诺夫
          - 盖伊

        - Richildis,或Regilindis, 嫁给佩里格的威廉一世,即伯爵昂古莱姆的Wulgrin I之子
        - 罗贝尔一世 (西法兰克) (866-923), 自922年成为西法兰克王国国王,娶Béatrice of Vermandois
          - 艾玛(894-934),嫁给拉乌尔 (西法兰克国王)
          - 阿迪拉, 嫁给赫伯特二世, 韦芒杜瓦伯爵
          - 伟大的于格 (898-956),娶萨克森的海德薇, 即德国国王亨利一世 (德意志)之女
            - 比阿特丽丝(939-987),嫁给Bar的弗尔德里克
            - 于格·卡佩 (940-996), 卡佩王朝第一任国君
            - 巴黎的奥都(944-965), 956年成为勃艮第公爵
            - 奥都-亨利 (946-1002),965年成为勃艮第公爵
            - 艾玛(-966), 嫁给理查德一世, 诺曼底公爵
            - 赫伯特(-994), 欧塞尔主教